# Rivière Sainte-Marie (Maumee)
Pour les articles homonymes, voir Rivière Sainte-Marie.
La rivière de Sainte-Marie, (en anglais : St Marys River; en shawnee: Kokothikithiipi; en miami-illinois: Nameewa siipiiwi), est une rivière des États-Unis longue de 159 kilomètres située dans les États de l'Ohio et de l'Indiana.

## Géographie
Le cours d'eau prend naissance dans le Comté d'Auglaize. La rivière s'écoule vers le Nord et rejoint, après un parcours de 159 kilomètres, la Saint-Joseph pour former la rivière Maumee qui s'écoule jusqu'au lac Erié. La rivière s'écoule dans les États de l'Ohio et de l'Indiana.

## Histoire
À l'époque de la Nouvelle-France, les explorateurs français et canadiens-français dénommèrent ce cours d'eau "Rivière de Sainte-Marie". Les tribus amérindiennes des Miamis et des Outaouais vivaient dans la région de ce cours d'eau. Ce lieu fut ravagé par la guerre amérindienne du Nord-Ouest, une guerre qui opposa les États-Unis et une confédération de plusieurs nations amérindiennes pour le contrôle du Territoire du Nord-Ouest. Elle fait suite à plusieurs siècles de conflits sur ce territoire, entre les tribus amérindiennes tout d'abord, puis entre les puissances européennes : France, Grande-Bretagne et leurs colonies.